# Castell de Hereford
El castell de Hereford o Hereford Castle (anglès) és un castell que es trobava a la ciutat de Hereford, la ciutat comtal d'Herefordshire, Anglaterra. Fundat en algun moment abans de 1052, va ser un dels primers castells a Anglaterra. Hereford Castle va ser probablement destruït quan els gal·lesos van saquejar Hereford l'any 1055, però sembla haver estat substituït a la dècada següent. Durant el període de l'Anarquia anglesa, el castell va ser assetjat tres vegades; la guarnició es va rendir cada vegada i el control de Hereford Castle va anar canviant de mans.

## Història
Durant el segle xi, el comtat de Herefordshire va estar subjecte a atacs provinents de Gal·les. En comptes de reparar les defenses de la ciutat de Hereford, la ciutat del comtat, Ralph (el fill dels Comtes de Vexin), va triar construir un castell dins de les defenses de l'assentament. Ralph fou nomenat Comte de Hereford al voltant de 1046; la data de la fundació del castell és incerta, però va estar present per al 1052. Es considera que aquest primer castell va ocupar la zona del castell posterior, a l'est del poble. Les àrees al nord i l'oest estaven densament ocupades, i al sud hi havia el riu Wye. L'any 1055, la ciutat i el castell de Hereford va ser saquejat pels gal·lesos. La Crònica anglosaxona va registrar l'incident:
| « | i van reunir una gran força amb els irlandesos i els gal·lesos: i el comte Ralph va recollir un gran exèrcit contra ells a la ciutat de Hereford; on es van trobar; però també es va llançar quan els anglesos van fugir, perquè estaven a cavall. L'enemic va fer una gran matança d'ells - al voltant de quatre-cents o cinc-cents homes; d'altra banda cap d'ells. Van anar al poble i el van cremar completament; i la gran casa que Athelstan havia fet construir, que van saquejar i allunyar-se de la relíquia i de l'escull i de totes les coses; i les persones que van matar, i van liderar algunes coses. | » |

Harold Godwinson va reparar les defenses de la ciutat l'any 1056, però no es menciona el que va passar amb el castell. Poc després de la conquesta normanda d'Anglaterra l'any 1066, William FitzOsbern es va convertir en el comte de Hereford. Va poder haver reconstruït el castell tal com estava en ús en 1067 quan la "Crònica anglosaxona" va assenyalar que Eadric el Salvatge assetjava la seva guarnició. En 1071 William FitzOsbern va morir i el seu fill, Roger de Breteuil, 2n comte de Hereford, es va fer càrrec de la possessió del castell. Va estar involucrat en un intent de desposseir el rei Guillem el Conqueridor i, en conseqüència, va perdre el castell.
L'abril del 1138, Geoffrey Talbot va capturar Hereford Castle dels partidaris del rei Esteve d'Anglaterra. Més tard aquest any, Esteve va assetjar el castell fins que es va rendir. L'any 1140 durant l'Anarquia, Geoffrey Talbot i Miles de Gloucester van capturar el castell de la guarnició que donava suport al rei Esteve d'Anglaterra. Durant el setge, el cementiri de l'església de Sant Guthlac va ser profanat. El Gesta Stephani va gravar l'esdeveniment:
| « | a tot arreu els veïns proferien crits de lamentació, ja sigui perquè la terra del cementiri de la seva família es trobava amuntegada per formar una muralla i podien veure, una visió cruel, els cossos dels pares i les relacions, algunes a mig podrir, algunes enterrades recentment, arrossegades despiadadament des de les profunditats; o perquè, alhora, era visible que les catapultes s'estaven instal·lant | » |

Geoffrey Talbot i Miles de Gloucester van establir maquines de setge perquè el castell fos atacat des de dues direccions, i la guarnició finalment es va rendir. L'any 1154 el fill de Matilda, Enric II d'Anglaterra, va concedir el motte de Hereford a Roger de Gloucester però es va produir una rebel·lió i Enric II va reprendre la possessió i, per a la resta de la seva història, el castell va romandre reial. L'any 1216 Joan d'Anglaterra va fer sheriff Walter de Lacy, del comtat de Herefordshire i li va atorgar la custòdia del castell reial a Hereford.L'any següent es van dur a terme treballs per enfortir el castell contra els atacs de Gal·les.

## Atacs de Gal·les
Durant la Segona Guerra dels Barons, el castell va arribar a ser durant un temps la seu del partit baronial dirigit per Simó de Montfort, 6è comte de Leicester, al segle xiii.
Durant la rebel·lió de Owain Glyndŵr de 1400 a 1411, el Rei Enric IV es va establir al castell de Hereford preparant sortides i campanyes a País de Gal·les.
Durant la Guerra Civil Anglesa Herefordshire va ser un bastió realista, però el castell no sembla haver jugat una part significativa. Eventualment, es va vendre a Sir Richard Harley i a diversos dels seus amics, però va caure en decadència. La major part del que queda del castell sembla haver estat destruït en la dècada de 1650 i la pedra utilitzada per a altres edificis de la ciutat.
Segons John Leland, l'antiquari, el castell de Hereford va ser una vegada "gairebé tan gran com el de Windsor i un dels més bons i el més fort a tota Anglaterra ".

## Avui
El 1746 es va ordenar la destrucció de les ruïnes i el lloc es va transformar en el que avui és el castell de Green, convertint el fossat en el llac Castle Pool.
L'any 1833, el castell verd (que havia estat el bailey del castell) va ser arrendat a l'ajuntament per un període de 200 anys. El consell segueix sent responsable avui dia del manteniment i cura de la zona en la seva forma actual d'àrea de recreació.
Un monument a Lord Nelson situat al lloc avui es va erigir al centre del pati l'any 1809. Una passarel·la, el pont de Victoria, travessa el riu Wye, lligat a passeigs a la vora del riu i passa al voltant de la Catedral de Hereford.